# اچ‌دی ۱۱۴۷۲۹
اچ‌دی ۱۱۴۷۲۹ یک ستاره است که در صورت فلکی قنطورس قرار دارد.